# Live-Entertainment-Award
Der LEA-Live-Entertainment-Award ist ein undotierter Veranstalterpreis für den deutschsprachigen Raum, der vom LEA – Live Entertainment Award Committee e. V. seit 2006 jährlich vergeben wird. 2005 hatte sich auf Initiative des Bundesverbands der Veranstaltungswirtschaft (bdv) ein Organisations-Komitee gebildet, dem neben dem bdv auch der Verband der Deutschen Konzertdirektionen (VDKD), die Musikmarkt Verlagsgesellschaft als Medienpartner sowie zahlreiche Unternehmen der Veranstaltungswirtschaft angehörten. Sie hoben gemeinsam den Award aus der Taufe. Bis 2021 trug der Award durch ein Sponsorship mit dem Service-Anbieter Production Resource Group (PRG) den Namen PRG-Live-Entertainment-Award (kurz „PRG-LEA“).
2006 und 2007 fand die Verleihung in den Fliegenden Bauten Hamburg, 2008 bis 2010 in der Color Line Arena statt. Seit 2011 wird die LEA-Verleihung in der Frankfurter Festhalle veranstaltet.

## Der Award
Der LEA 2022 wird für die österreichische, deutsche und schweizerische Entertainmentbranche verliehen. Im Jahr 2022, nach zweijähriger Pause in Folge der Corona-Pandemie, wurde er in der Frankfurter Festhalle in 12 Kategorien verliehen.
Zu den Hauptkategorien zählen der LEA für die Tournee-, Festival-, Konzert-, Club- und En-suite-Tournee- bzw. Veranstaltung des Jahres sowie ein Preis der Jury. Darüber hinaus wurden und werden LEA-Trophäen für vorbildliches Engagement in der Förderung des künstlerischen Nachwuchses, für herausragende Agentur- und Managementarbeit sowie für eine(n) außergewöhnliche(n) Musik-Club oder Halle/Arena und ein Lebenswerk im Live-Entertainment vergeben. Zusätzlich können optional Awards auf der Grundlage eines Praktiker- oder Publikums-Votums verliehen werden.

## Trägerschaft und Durchführende
Träger der Award-Verleihung ist der 2005 gegründete LEA – Live Entertainment Award Committee e. V. Sein satzungsmäßiger Vereinszweck ist die „Förderung der Qualität des deutschen Veranstaltungswesens durch die Prämierung von herausragenden Leistungen und Institutionen der deutschen Veranstaltungswirtschaft sowie des Künstleragentur- und Managementbereichs im Wege einer Preisverleihung.“ Mitglieder des Verbandes sind nationale Tournee- und Konzertveranstalter, Künstlermanager und Agenten.
Die Veranstaltungsdurchführung wurde durch den Verein seit 2008 der Live-Entertainment-Award-VeranstaltungsGmbH übertragen. Gesellschafter ist seit 2019 neben dem LEA e. V. der Bundesverband der Konzert- und Veranstaltungswirtschaft (BDKV e. V.). Präsident des LEA e. V. ist Dieter Weidenfeld, Vizepräsident ist Lasse von Thien. Geschäftsführer des LEA e. V. und der LEA GmbH sowie Produzent der Preisverleihung ist der BDKV-Präsident Jens Michow.
Von 2009 bis 2012 kooperierte das LEA Committee bei der Vergabe des Club-Awards mit der Initiative Musik gGmbH, die diesen Preis für den Gewinner mit 20.000 Euro und zwei Nominierte mit jeweils 5.000 Euro preisdotiert.
Das Bühnenbuch und Regie wurden von 2006 bis 2015 von Werner Bohl übernommen, seit 2016 wird das Bühnenbuch von Andy Zahradnik geschrieben.

## Die Jury
Eine vom LEA Committee eingesetzte 24-köpfige Jury entscheidet über die Nominierungen und Preisträger. Das Gremium, in dem bis 2014 ausschließlich Musikjournalisten die Voten bestimmten, ist seitdem paritätisch mit 16 Medienvertretern und acht Branchenpraktikern (Praktikerjury) besetzt.

## Die Preisträger

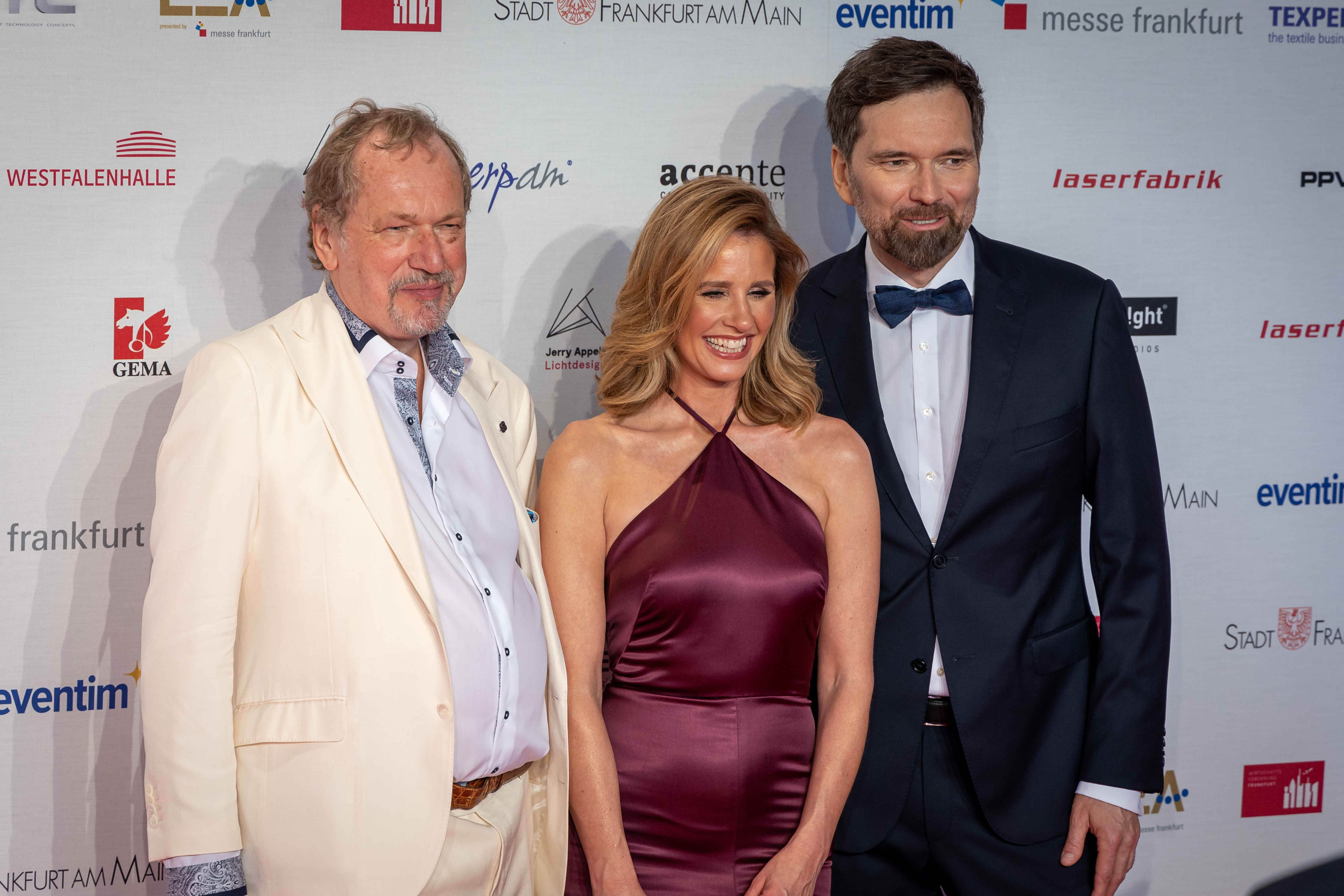
Jens Michow, Mareile Höppner und Ingo Nommsen beim LEA 2022

### 2022

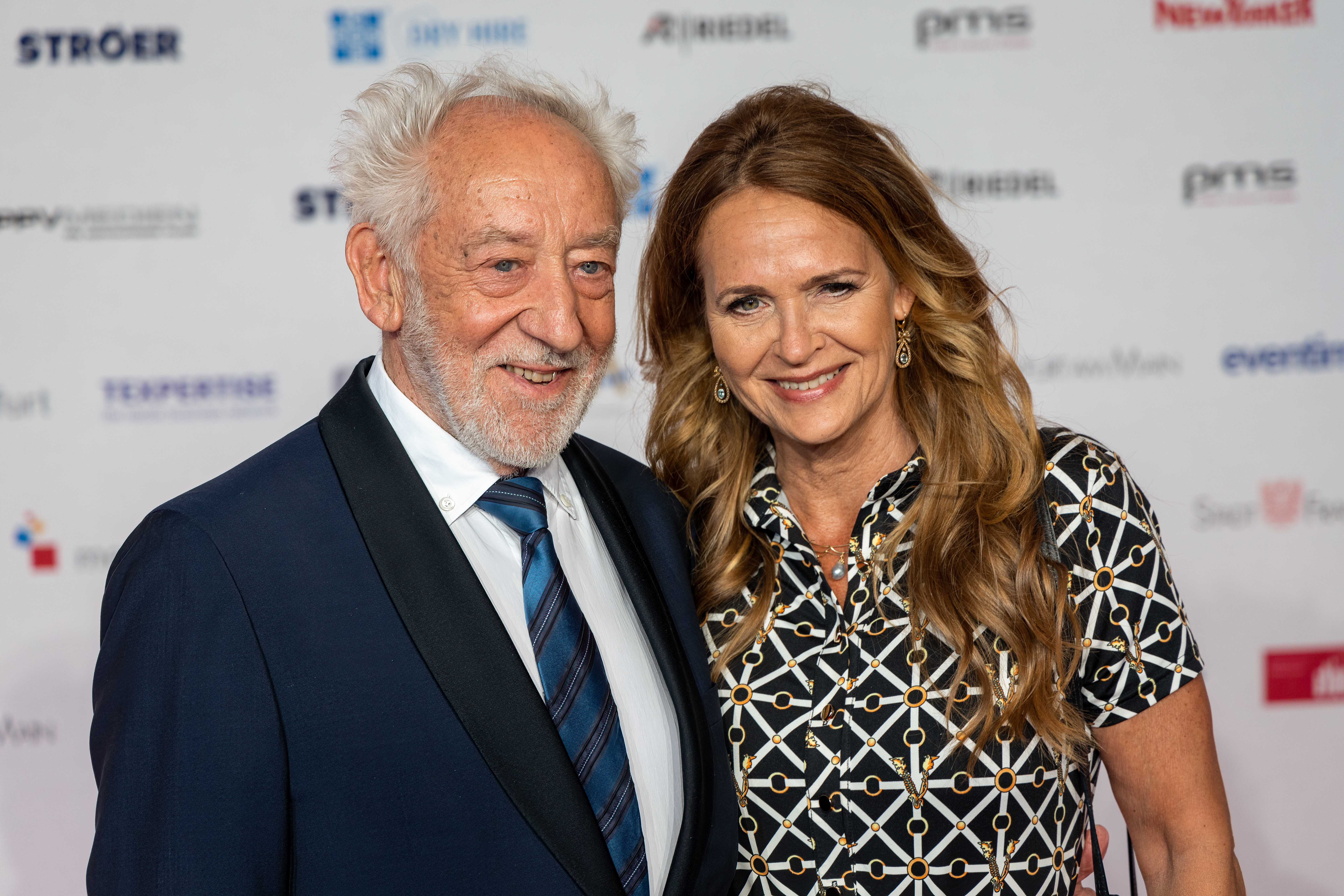
Dieter Hallervorden mit Ehefrau Christiane Zander

Die Verleihung fand nach zweijähriger Pause erneut in der Festhalle in Frankfurt a. M. statt. Moderiert wurde sie von Mareille Höppner und Ingo Nommsen. Eröffnet wurde sie von Jens Michow.
| Beste Hallen-/Arena-Tournee des Jahres  | Semmel Concerts Entertainment für die „Alles oder Dich“-Tour von Roland Kaiser                                                                                      |
| En Suite-Veranstaltung des Jahres       | Christmas Garden |
| Festival des Jahres                     | Nova Rock Encore Festival (Wien) |
| Show des Jahres                         | Mehr-BB Entertainment für „Harry Potter und das verwunschene Kind“                                                                                                  |
| Veranstalter des Jahres 2020/2021       | Dieter Semmelmann |
| Künstler-/Nachwuchsförderung des Jahres | ZDF-Morgenmagazin für Live-Auftritte von Nachwuchskünstlern |
| Kooperation des Jahres                  | Deutsche Telekom und Live Nation Brand Partnership & Media für die Produktion digitaler Konzerten auf dem Portal Magenta Musik 360                                  |
| Preis der Jury                          | Dieter Hallervorden |
| Preis für das Lebenswerk                | Roland „Balou“ Tremme |
| Ehren-LEA                               | Jens Michow |
| Künstlermanager / -Agent des Jahres     | Nils Bodenstedt und Uli Mücke für ihre Arbeit mit der Sängerin Zoe Wees                                                                                             |
| Branchenallianz des Jahres              | Forum Musikwirtschaft, Forum Veranstaltungswirtschaft, Swiss Music Promoters Association sowie die Interessengemeinschaft Österreichischer Veranstaltungswirtschaft |
| Künstlerallianz des Jahres              | Initiative „Ohne Kunst und Kultur (uns) wird’s still“ – initiiert von der Bookerin Maria Paz Caraccioli Gutierrez und dem Fotografen Martin Diesch.                 |

### 2021
Im Jahr 2021 fand aufgrund der Corona-Pandemie die Verleihung des LEA nur im kleinen Rahmen im Gibson und nicht wie sonst in der Frankfurter Festhalle, statt. Moderator war Ingo Nommsen.

### 2019
2019 ist der Award am 1. April in der Festhalle in Frankfurt a. M. verliehen worden. Moderator: Ingo Nommsen
| Stadion-Tournee des Jahres präsentiert von eps | FKP Scorpio Konzertproduktionen für Ed Sheeran, „Divide ÷ Tour“                                                               |
| Arena-Tournee des Jahres                       | Semmel Concerts Entertainment für The Kelly Family, „We Got Love Tour“                                                        |
| Hallen-Tournee des Jahres                      | Wizard Promotions Konzertagentur für Nena, „Nichts versäumt Tour“                                                             |
| Club-Tournee des Jahres                        | Undercover für Bosse, „Alles ist jetzt Tour“                                                                                  |
| Festival des Jahres präsentiert von PRG        | I-Motion für Nature One, Pydna                                                                                                |
| Konzert des Jahres                             | Opus Festival-, Veranstaltungs- und Management, MCT Agentur und EAC Köln für Kraftwerk + Ehrengast Alexander Gerst, Stuttgart |
| Show des Jahres                                | Mehr-BB Entertainment für 30 Jahre Starlight Express, Bochum                                                                  |
| Veranstalter des Jahres                        | Live Nation |
| Künstler-/Nachwuchsförderung des Jahres        | Timo Birth (KingStar) |
| Kooperation des Jahres                         | Hannover Concerts, Aida Cruises, Four Artists Booking Agentur und Meyer Werft für Aida-Schiffstaufe mit David Guetta          |
| Halle / Arena des Jahres                       | Mehr! Theater, Hamburg – Mehr-BB Entertainment                                                                                |
| Preis der Jury                                 | Grünes Forum Selbstverwaltung Förderverein e. V. für „Jamel rockt den Förster“                                                |
| Preis für das Lebenswerk                       | Holger Hübner und Thomas Jensen                                                                                               |
| Örtlicher Veranstalter des Jahres              | Vaddi Concerts |
| Künstlermanager / -Agent des Jahres            | Johannes Jakob Hofmann, Jay Music und Selective Artists a division of a.s.s. concerts & promotion                             |

### 2018
Verliehen in Frankfurt a. M., Festhalle, am 9. April 2018. Moderator: Ingo Nommsen
| Stadion-Tournee des Jahres                                   | FKP Scorpio Konzertproduktionen (in Kooperation mit der DEAG) für Rolling Stones – „Stones – No Filter Tour 2017“             |
| Arena-Tournee des Jahres                                     | Semmel Concerts Entertainment für Helene Fischer – „Helene Fischer Live 2017/2018“                                            |
| Hallen-Tournee des Jahres                                    | Karsten Jahnke Konzertdirektion für Johannes Oerding – „Johannes Oerding – Live 2017“                                         |
| Club-Tournee des Jahres präsentiert von Stöer                | Four Artists Booking Agentur für SXTN – „Kann sein, dass Scheiße wird Tour 2017“                                              |
| Festival des Jahres präsentiert von PRG                      | Jazzopen Stuttgart, Opus Festival-, Veranstaltungs- und Management                                                            |
| Konzert des Jahres                                           | Wizard Promotions Konzertagentur für Aerosmith – Königsplatz, München (26. Mai 2017), „Aero-Vederci Baby! European Tour 2017“ |
| Show des Jahres                                              | MEWES Entertainment Group für „Nutten, Koks und frische Erdbeeren“                                                            |
| Veranstalter des Jahres                                      | BB Promotion |
| Künstler-/Nachwuchsförderung des Jahres präsentiert von GEMA | SchoolJam |
| Club des Jahres                                              | Markthalle Hamburg, Markthalle Betriebsgesellschaft mbH                                                                       |
| Halle / Arena des Jahres                                     | Festhalle Frankfurt \| Messe Frankfurt Venue                                                                                  |
| Preis der Jury                                               | Meistersinger Konzerte & Promotion für Ben Becker – „Ich, Judas“                                                              |
| Preis für das Lebenswerk                                     | Georg Hörtnagel |
| Örtlicher Veranstalter des Jahres                            | Hannover Concerts GmbH & Co. KG Betriebsgesellschaft                                                                          |
| Künstlermanager / -Agent des Jahres                          | Tim Böning, Der Bomber der Herzen GmbH & Co KG                                                                                |

### 2017
Verliehen in Frankfurt a. M., Festhalle, am 3. April 2017. Moderator: Ingo Nommsen
| Stadion-Tournee des Jahres                    | Think Big Event- und Veranstaltungsgesellschaft für Udo Lindenberg – „Keine Panik! – Tour 2016“ |
| Arena-Tournee des Jahres                      | Wizard Promotions Konzertagentur für Zucchero – „Black Cat World Tour 2016“                     |
| Hallen-Tournee des Jahres                     | Semmel Concerts Entertainment für Niedeckens BAP – Jubiläumstour 2016                           |
| Club-Tournee des Jahres präsentiert von Stöer | Karsten Jahnke Konzertdirektion für Max Giesinger – „Der Junge, der rennt – Tour 2016“          |
| Festival des Jahres präsentiert von PRG       | Open Air St. Gallen, Schweiz                                                                    |
| Konzert des Jahres                            | Barracuda Music für David Gilmour in Wien, Schloss Schönbrunn                                   |
| Show des Jahres                               | Ritterturnier Kaltenberg Veranstaltungsgesellschaft für Kaltenberger Ritterturnier              |
| Veranstalter des Jahres                       | FKP Scorpio Konzertproduktion                                                                   |
| Künstler-/Nachwuchsförderung des Jahres       | Popakademie Baden-Württemberg                                                                   |
| Club des Jahres                               | Capitol Hannover (Capitol Veranstaltungs- und Gastronomiegesellschaft)                          |
| Halle / Arena des Jahres                      | Commerzbank-Arena Stadion Frankfurt Management – Betreibergesellschaft der Commerzbank-Arena    |
| Preis der Jury                                | Peace x Peace Festival, Waldbühne Berlin, P x P Embassy e. V. / Semmel Concerts Entertainment   |
| Preis für das Lebenswerk                      | Dieter Weidenfeld                                                                               |
| Örtlicher Veranstalter des Jahres             | Handwerker Promotion, Unna                                                                      |
| Künstlermanager / -Agent des Jahres           | Esteban de Alcázar, Sector3 Management                                                          |

### 2016
Verliehen in Frankfurt a. M., Festhalle, am 4. April 2016. Moderator: Ingo Nommsen
| Arena-/Stadion-Tournee des Jahres             | Semmel Concerts Entertainment / Künstlermanagement Uwe Kanthak für Helene Fischer – „Farbenspiel“ – Tour 2015        |
| Hallen-Tournee des Jahres                     | Wizard Promotions Konzertagentur für Five Finger Death Punch & Papa Roach – „Got Your Six Tour 2015“                 |
| Club-Tournee des Jahres präsentiert von Stöer | Prime Tours & Promotion für Sophie Hunger – „Supermoon Tour 2015“                                                    |
| Festival des Jahres präsentiert von PRG       | Weeze – Parookaville Gesellschaft für Parookaville 2015                                                              |
| Konzert des Jahres                            | United Promoters in Kooperation mit LS Konzertagentur für AC/DC in Red Bull Ring Spielberg, Österreich, 14. Mai 2014 |
| Show des Jahres                               | Stage Entertainment für „Disneys Aladdin – Das Musical“                                                              |
| Veranstalter des Jahres                       | Dieter Semmelmann – Semmel Concerts Veranstaltungsservice                                                            |
| Künstler-/Nachwuchsförderung des Jahres       | Singen e.V, Geschäftsführer: Daniel Keding für Projekt „Klasse! Wir singen“                                          |
| Club des Jahres                               | Große Freiheit 36 MGB Musikladen Gastronomie Betriebs-Gesellschaft                                                   |
| Halle / Arena des Jahres                      | Stadtpark Hamburg – Karsten Jahnke Konzertdirektion                                                                  |
| Preis der Jury                                | Roland „Balou“ Temme – Think Big Event- & Veranstaltungsgesellschaft – und Udo Lindenberg                            |
| Preis für das Lebenswerk                      | André Béchir (abc Production, Opfikon-Glattbrugg, Schweiz)                                                           |
| Örtlicher Veranstalter des Jahres             | BB Promotion „The Art of Entertainment“                                                                              |
| Künstlermanager / -Agent des Jahres           | Nicolas Gundel – Hamburg Artist Management                                                                           |

### 2015
Verliehen in Frankfurt a. M.; Festhalle, am 14. April 2015, Moderator: Ingo Nommsen
| Arena-Tournee des Jahres                                   | Marek Lieberberg Konzertagentur für Justin Timberlake – „The 20/20 Experience“ – Tour 2014                          |
| Hallen-Tournee des Jahres                                  | Four Artists Booking für Marteria – „Zum Glück in die Zukunft 2“                                                    |
| Club-Tournee des Jahres präsentiert von Stöer              | Deutsche Entertainment AG für Marius Müller-Westernhagen – „Alphatier Pre-Listening Tour 2014“                      |
| Festival des Jahres präsentiert von PRG                    | Marek Lieberberg Konzertagentur für Rock am Ring / Rock im Park 2014                                                |
| Konzert des Jahres                                         | Deutsche Entertainment AG für The Rolling Stones in Berlin, Berliner Waldbühne, 10. Juni 2014                       |
| Show des Jahres                                            | Marek Lieberberg Konzertagentur für Cirque du Soleil „KOOZA“                                                        |
| Veranstalter des Jahres                                    | Wizard Promotions                                                                                                   |
| Künstler-/Nachwuchsförderung des Jahres                    | New Music Award – veranstaltet von Four Artists Booking im Auftrag der ARD-Jugendwellen (federführend: Fritz / RBB) |
| Club des Jahres                                            | Zeche |
| Halle / Arena des Jahres                                   | Tempodrom Betriebsgesellschaft                                                                                      |
| Preis der Jury                                             | Karsten Jahnke für Tournee- und Konzertreihe „JazzNights“                                                           |
| Preis für das Lebenswerk                                   | Peter Rieger (Peter Rieger Konzertdirektion)                                                                        |
| Örtlicher Veranstalter des Jahres                          | ARGO Konzerte |
| Künstlermanager / -Agent des Jahres (präsentiert von IMUC) | Sascha Stadler – VOLL:kontakt Artist Management (Revolverheld)                                                      |
| Ehrenpreis für ein Lebenswerk im Künstlermanagement        | Jochen Hülder – JKP Jochens Kleine Plattenfirma für u. a. Management Die Toten Hosen                                |

### 2014
Frankfurt, 11. März 2014, Festhalle, Moderation: Ingo Nommsen
| Arena-Tournee des Jahres                      | KKT GmbH – Kikis Kleiner Tourneeservice für Die Toten Hosen – Der Krach der Republik – Tour 2013                          |
| Hallen-Tournee des Jahres                     | KBK Konzert- und Künstleragentur GmbH für Status Quo / Uriah Heep -" Bula Quo Tour 2013 + Very Special Guest Uriah Heep   |
| Club-Tournee des Jahres präsentiert von Stöer | Meistersinger Konzerte & Promotion GmbH für Mrs. Greenbird – „Shooting Stars & Fairy Tales Tour 2013“                     |
| Festival des Jahres präsentiert von PRG       | Pro Event Entertainment GmbH für Der Olé Party Sommer 2013                                                                |
| Konzert des Jahres                            | ct creative talent gmbh für Muse in Berlin \| Berliner Waldbühne \| 14. Juli 2013                                         |
| Show des Jahres                               | Panta Management GmbH (vormals Panta Musik GmbH) für Sascha Grammel                                                       |
| Veranstalter des Jahres                       | Marek Lieberberg Konzertagentur GmbH & Co. KG für u. a. Depeche Mode, Patricia Kaas, The Cat Empire, Sportfreunde Stiller |
| Nachwuchsförderung des Jahres                 | Freundeskreis Anne-Sophie Mutter Stiftung e. V.                                                                           |
| Club des Jahres                               | Café Hahn, Koblenz |
| Halle / Arena des Jahres                      | Grugahalle Messe Essen GmbH                                                                                               |
| Preis der Jury                                | P.S.E. Promotion of Special Events GmbH für Night of the Proms                                                            |
| Preis für das Lebenswerk                      | Hans-Werner Funke |
| Örtlicher Veranstalter des Jahres             | Trinity Music GmbH |
| Künstlermanager / -Agent des Jahres           | Jan Mewes (u. a. Heino)                                                                                                   |

### 2013
Frankfurt, 9. April 2013, Festhalle, Moderation: Ingo Nommsen
| Hallen- / Arena-Tournee des Jahres              | Wizard Promotions für Lady Gaga 'The Born This Way Ball Tour 2012'                                                             |
| Halle/Arena des Jahres                          | BigBOX Allgäu, FH Promotions GmbH & Co. KG                                                                                     |
| Konzert des Jahres                              | Marek Lieberberg Konzertagentur für Coldplay in der Red Bull Arena (Leipzig)                                                   |
| Tourneeveranstalter des Jahres                  | undercover GmbH für Silbermond, Silly, Frida Gold, Bosse u. a.                                                                 |
| Örtlicher Veranstalter des Jahres               | Konzertbüro Schoneberg – Berlin                                                                                                |
| Festival des Jahres                             | Marek Lieberberg Konzertagentur, Dirk Becker Entertainment und Veltins-Arena – FC Schalke 04 Arena Management für Rock im Pott |
| Club-Tournee des Jahres                         | Landstreicher Booking und Konzertagentur für Kraftklubs 'Mit K Tour 2012'                                                      |
| Show des Jahres                                 | Grünland Family Entertainment GmbH (DEAG Concerts GmbH) und Peter Maffay für Peter Maffays „Tabaluga und die Zeichen der Zeit“ |
| Club des Jahres/Club-Award der Initiative Musik | Colos-Saal Aschaffenburg |
| Nachwuchsförderung des Jahres                   | Chimperator Live GmbH für Cro                                                                                                  |
| Künstlermanager des Jahres                      | Beat Gottwald (Casper, Kraftklub)                                                                                              |
| En suite-Veranstaltung des Jahres               | Rocky – Das Musical „Fight From The Heart“                                                                                     |
| Kooperation des Jahres                          | Ehrlich Brothers und Rossmann (Handelskette)                                                                                   |
| Preis der Jury                                  | Bernhard Paul / Circus Roncalli                                                                                                |
| Lebenswerk                                      | Michael Russ, SKS Michael Russ GmbH                                                                                            |

### 2012
Frankfurt, 20. März 2012, Festhalle, Moderation: Ingo Nommsen
| Hallen- / Arena-Tournee des Jahres              | DEAG Classics für David Garrett 'Rock Symphonies Tour 2011'                                                                                 |
| Konzert des Jahres                              | Semmel Concerts, Rita Baus Kulturmanagement, Agentur Alexia Agathos für Rainald Grebe und das Orchester der Versöhnung – Berliner Waldbühne |
| Tourneeveranstalter des Jahres                  | Marek Lieberberg Konzertagentur für Rihanna, Mark Knopfler & Bob Dylan, Coldplay, Herbert Grönemeyer u. a.                                  |
| Örtlicher Veranstalter des Jahres               | Prime Entertainment – Köln |
| Festival des Jahres                             | KARO Konzert-Agentur Rothenburg für Taubertal-Festival                                                                                      |
| Club-Tournee des Jahres                         | Landstreicher Booking und Konzertagentur für Caspers 'Der Druck steigt'-Tour                                                                |
| Show des Jahres                                 | Norddeutscher Rundfunk und Brainpool TV für den Eurovision Song Contest 2011                                                                |
| Club des Jahres/Club-Award der Initiative Musik | Batschkapp Frankfurt |
| Nachwuchsförderung des Jahres                   | Guerilla Entertainment, Peter Rieger Konzertagentur, Freibank Musikverlag und Sony Music Entertainment für Tim Bendzko                      |
| Location des Jahres                             | O2 World Hamburg |
| Künstlermanager des Jahres                      | Uwe Kanthak (Helene Fischer, Michelle, Angelika Milster)                                                                                    |
| En suite-Veranstaltung des Jahres               | Sister Act |
| Kooperation des Jahres                          | Semmel Concerts und Follow Me Entertainment für Shadowland                                                                                  |
| Preis der Jury                                  | Jacob Bilabel für die Green Music Initiative                                                                                                |
| Lebenswerk                                      | Michael Brenner, BB Promotion, posthum |
| Frankfurter Musikpreis                          | John McLaughlin |

### 2011
Frankfurt, 5. April 2011, Festhalle, Moderation: Götz Alsmann
| Hallen- / Arena-Tournee des Jahres              | Semmel Concerts Veranstaltungsservice GmbH (Helene Fischer 'So wie ich bin'-Tournee 2010) |
| Konzert des Jahres                              | Wizard Promotions Konzertagentur GmbH (Jamie Cullum, Stadtpark Hamburg)                   |
| Tourneeveranstalter des Jahres                  | Wizard Promotions Konzertagentur GmbH (U2, Kiss)                                          |
| Örtlicher Veranstalter des Jahres               | Hannover Concerts GmbH                                                                    |
| Festival des Jahres                             | M’era Luna Festival (FKP Scorpio)                                                         |
| Club-Tournee des Jahres                         | SSC Group GmbH (Ben l’Oncle Soul)                                                         |
| Show des Jahres                                 | Kulturbureau Marthenm Maassen, Noll GbR (Bülent Ceylan)                                   |
| Club des Jahres/Club-Award der Initiative Musik | Jazz-Club A-Trane, (Club-Award Initiative Musik gGmbH)                                    |
| Nachwuchsförderung des Jahres                   | Reeperbahn Festival GbR / Karsten Jahnke Konzertdirektion / Inferno Events GmbH           |
| Location des Jahres                             | Hannover Congress Centrum                                                                 |
| Künstlermanager des Jahres                      | Sundance Communications GmbH, Oliver Wirtz (Patrick Nuo, Tim Mälzer)                      |
| New Style Event des Jahres                      | 30 Seconds to Mars, MLK                                                                   |
| Preis der Jury                                  | Marek Lieberberg Konzertagentur für Sicherheitskonzept Rock am Ring                       |
| Lebenswerk                                      | Marek Lieberberg                                                                          |

### 2010
Hamburg, 15. April 2010, O2 World Hamburg, Moderation: Götz Alsmann
| Hallen- / Arena-Tournee des Jahres              | Peter Rieger Konzertagentur, Pink (Funhouse-Tour) |
| Konzert des Jahres                              | Musikwirtschaft.de (Heimspiel 20 Jahre Die Fantastischen Vier auf dem Cannstatter Wasen in Stuttgart)                                                                                             |
| Tourneeveranstalter des Jahres                  | Marek Lieberberg Konzertagentur |
| Örtlicher Veranstalter des Jahres               | Semmel Concerts Entertainment |
| Festival des Jahres                             | Melt! GmbH & Co. KG, das Melt!-Festival im ehemaligen Tagebau von Ferropolis |
| Club-Tournee des Jahres                         | Melt! GmbH & Co. KG, Tour mit der Berliner Elektropunk-band Bonaparte |
| Show des Jahres                                 | EquiArte, mit der Pferdeshow Apassionata |
| Club des Jahres/Club-Award der Initiative Musik | SO36 in Berlin |
| Nachwuchsförderung des Jahres                   | Das Support-Team von Philipp Poisel – Ralf Schröter (Management), Konzertagentur Peter Rieger, Grönland Records, Ferryhouse Productions, Musicmonster (Produktion), Musikpromotion Eberhard Pacak |
| Location des Jahres                             | PAN Veranstaltungslogistik und Kulturgastronomie (für das Bespielen des Dresdner Elbufers) |
| Künstlermanager des Jahres                      | Brunetti Management Berlin, u. a. Management von Peter Fox |
| Künstleragent des Jahres                        | DEAG Classics, u. a. David Garrett |
| New Style Event des Jahres                      | Boese & Friends, Die Atzen-Tour 2009 |
| Preis der Jury                                  | FKP Scorpio, Festivals Rolling Stone Weekender und Plage Noir |
| Lebenswerk                                      | Hans R. Beierlein |

### 2009
Hamburg, 26. Februar 2009, Color Line Arena, Moderation: Götz Alsmann
| Hallen- / Arena-Tournee des Jahres              | ACE Entertainment & Dieter Weidenfeld Promotionberatung: Howard Carpendale – 20-Uhr-10-Tour aus dem Jahr 2008       |
| Konzert des Jahres                              | MCT: Radiohead in der Kindl-Bühne Wuhlheide in Berlin am 8. Juli 2008                                               |
| Tourneeveranstalter des Jahres                  | Marek Lieberberg Konzertagentur                                                                                     |
| Örtlicher Veranstalter des Jahres               | (Branchen-Votum) Concertbüro Zahlmann und Music Circus Concertbüro                                                  |
| Festival des Jahres                             | Marek Lieberberg Konzertagentur: Rock im Park und Rock am Ring                                                      |
| Show des Jahres                                 | Bucardo Kunst- und Kulturproduktionen GmbH & Management Töne Stallmeyer (MTS GmbH) & Hauptstadt-Helden: Mario Barth |
| En-Suite-Veranstaltung                          | Stage Entertainment: Ich war noch niemals in New York                                                               |
| Club des Jahres/Club-Award der Initiative Musik | Uebel & Gefährlich in Hamburg                                                                                       |
| Nachwuchsförderung des Jahres                   | A.S.S. Concert & Promotion                                                                                          |
| Halle oder Arena des Jahres                     | SAP-Arena (Betriebsgesellschaft der Multifunktionsarena Mannheim mbH & Co. KG)                                      |
| Künstlermanager des Jahres                      | Andreas Läsker und Natasha “Nash” Nopper für Die Fantastischen Vier                                                 |
| Künstleragent des Jahres                        | Mario Mendrzycki für Triple M Entertainment                                                                         |
| Kooperation des Jahres                          | IG Live, Stuttgart                                                                                                  |
| New Style Event des Jahres                      | (Publikumspreis) Sensation – Ocean Of White (Cyburbia Medien GmbH)                                                  |
| Clubkünstler des Jahres                         | (Publikumspreis) MBWTEYP                                                                                            |
| Preis der Jury                                  | ACE Entertainment für das Live-Comeback von Udo Lindenberg                                                          |
| Lebenswerk                                      | Witiko Adler (Konzertdirektion Hans Adler)                                                                          |

### 2008
Hamburg, 11. März 2008, Color Line Arena, Moderation: Götz Alsmann
| Hallen- / Arena-Tournee des Jahres | mpe music pool europe: Justin Timberlake – The 2007 Future Sex Love Show     |
| Konzert des Jahres                 | Smashing Pumpkins in der Columbiahalle / Berlin (MLK) \| 6. Juni 2007        |
| Tourneeveranstalter des Jahres     | Marek Lieberberg Konzertagentur                                              |
| Örtlicher Veranstalter des Jahres  | Hannover Concerts                                                            |
| Festival des Jahres                | ICS Festival Service: Wacken Open Air                                        |
| Show des Jahres                    | BB Promotion: Tim Mälzer' Kochshow Ham'se noch Hack?                         |
| Club-Tournee des Jahres            | Tim Fischer Chansons: Tim Fischer                                            |
| Nachwuchsförderung des Jahres      | Stefan Raab (SSDSDSSWEMUGABRTLAD, Bundesvision Song Contest)                 |
| Künstlermanager des Jahres         | Benjamin Ebel (Tokio Hotel)                                                  |
| Künstleragent des Jahres           | Buback Konzerte                                                              |
| Location des Jahres                | Kindl-Bühne Wuhlheide in Berlin                                              |
| event-Publikums-Preis des Jahres   | Madsen                                                                       |
| Preis der Jury                     | Peter Schwenkow (DEAG) und Peter Rieger für das Konzert von Barbra Streisand |
| Lebenswerk                         | Karsten Jahnke                                                               |

### 2007
Hamburg, 15. Februar 2007, Theaterzelt Fliegende Bauten, Moderation: Götz Alsmann
| Bester Veranstalter           | Marek Lieberberg Konzertagentur GmbH                                     |
| Beste Hallen- / Arena-Tournee | Peter Rieger Konzertagentur (George Michael Twenty Five Live)            |
| Bestes Festival               | KGV Event (SonneMondSterne)                                              |
| Beste Einzelveranstaltung     | DEAG Classics (Anna Netrebko, Plácido Domingo & Roland Villazon, Berlin) |
| Beste En-Suite-Veranstaltung  | FKP Scorpio (Die 13½ Leben des Käpt’n Blaubär)                           |
| Beste Club-Tournee            | Extratours & FKP Scorpio (Revolverheld)                                  |
| Beste Nachwuchsförderung      | newcomermedia.net (Newcomer TV)                                          |
| Beste Location                | Olympiapark München                                                      |
| Beste Non-Music Veranstaltung | Afrikanischer Zirkus (Afrika! Afrika!)                                   |
| Bestes Künstlermanagement     | Freddy Burger Management (Udo Jürgens)                                   |
| Beste Künstleragentur         | Künstlermedia GmbH                                                       |
| Beste Kooperation             | Management Tokio Hotel / Bravo / Universal Music Group                   |
| Preis der Jury                | Gürzenich-Orchester Köln                                                 |
| Lebenswerk                    | Fritz Rau                                                                |

### 2006
Hamburg, 16. Februar 2006, Theaterzelt Fliegende Bauten, Moderation: Götz Alsmann
| Herausragendste Hallen- / Arena-Tournee | FKP Scorpio / Coldplay (X&Y)                                                |
| Erfolgreichste Tournee                  | Peter Maffay (Laut und leise)                                               |
| Herausragendstes Festival               | Media On-Line Management (Classic Open Air Berlin Gendarmenmarkt)           |
| Erfolgreichste Einzelveranstaltung      | Wizard Promotions (U2)                                                      |
| Erfolgreichste En-Suite-Veranstaltung   | Stage Entertainment (Der König der Löwen)                                   |
| Herausragendste Club-Tournee            | Undercover Entertainment (Silbermond, Verschwende deine Zeit)               |
| Engagement für Nachwuchskünstler        | Quatsch Comedy Club                                                         |
| Herausragendste Location                | Ferropolis (Ferropolis GmbH)                                                |
| Herausragendste Non-Music Veranstaltung | Moderne Welt (David Copperfield – An Intimate Evening of Grand Illusion)    |
| Bestes Künstlermanagement               | Emanuel Fialik (Pilgrim Management, Rammstein)                              |
| Beste Künstleragentur                   | Four Artists (Die Fantastischen Vier, Seeed, 2raumwohnung, Max Herre u. a.) |
| Preis der Jury                          | KulturInitiative (Gitte Siw Wencke – die Show)                              |
| Lebenswerk                              | Marcel Avram                                                                |